# Per Nikolaj Bukh
Per Nikolaj Bukh (født 28. september 1965) er en dansk professor i økonomistyring og forsker ved Aalborg University Business School på Aalborg Universitet.. Bukh forsker og underviser i økonomistyring samt offentlig ledelse og styring.

## Uddannelse
Per Nikolaj Bukh færdiggjorde sin kandidatuddannelse (cand.oecon.) i økonomi i 1991 ved Aarhus Universitet. I 1995 blev han ph.d. i driftsøkonomi også ved Aarhus Universitet.

## Karriere og forskning
Per Nikolaj Bukh blev ansat som professor ved Aalborg Universitet i 2006. Han forsker i økonomistyring og fokuserer især på  effektbaseret økonomistyring og ressourcetildelingsmodeller i den offentlige sektor samt budgetlægning og strategisk målstyring.
Bukh var før ansættelsen ved Aalborg Universitet ansat som professor i vækst og entreprenørskab samt erhvervsøkonomi ved Handelshøjskolen i Aarhus, hvor han har undervist i økonomistyring, forandringsledelse og strategisk rapportering. Tidligere bestred Bukh stillinger som adjunkt, lektor og ph.d.-studerende ved Aarhus Universitet.
Herudover har Bukh rådgivet private og offentlige virksomheder indenfor budgettering, strategi og økonomiske styringsmodeller. Han er også en ofte anvendt som ekspert i medierne og har siden 2005 medvirket i mere end 2.000 interviews i radio, tv og trykte medier.

## Publikationer
Per Nikolaj Bukh har udgivet mere end 400 publikationer. Disse omfatter 20 bøger, hvoraf han enten er forfatter eller redaktør samt over 50 tidsskriftsartikler som er fagfællebedømte. Hans værker er ifølge Google Scholar blevet citerede i mere end 5900 tilfælde samt mere end 1450 gange i følge Scopus.

### Udvalgte publikationer
Bøger:
- Bukh, Per Nikolaj & Karina Skovvang Christensen. 2018. Strategi og styring med effekt. København: Jurist- og Økonomforbundets Forlag[8].

- Bukh, Per Nikolaj & Karina Skovvang Christensen. 2017. Opgaveskrivning: Emnet, litteraturen og principperne. København: Jurist- og Økonomforbundets Forlag[9].

- Bukh, Per Nikolaj & Karina Skovvang Christensen. 2013. Succes med balanced scorecard. København: Gyldendal Business[10].

- Bukh, Per Nikolaj, Karina Skovvang Christensen & Jan Mouritsen. 2005. Knowledge Management: Establishing a field of Practice. Houndsmill: Palgrave Macmillan[11].

- Bukh, Per Nikolaj, Heine K. Bang & Mikael Hegaard. 2004. Strategikort: Balanced scorecard som strategiværktøj - Danske erfaringer. København: Børsens Forlag[12].

Tidsskriftsartikler:
- Dietrichson, Lars & Per Nikolaj Bukh. 2020. Network learning and trust: A case study of a benchmarking network. Forthcoming in Financial Accountability & Management, Vol. 37. No. 1[13].

- Bukh, Per Nikolaj & Anne Kirstine Svanholt. 2020. Empowering middle managers in social services using management cotrol systems. Forthcoming in Journal of Public Budgeting, Accounting & Financial Management[14].

- Sandalgaard, N. & P.N. Bukh 2014. Beyond Budgeting and change: A case study. Journal of Accounting and Organizational Change.10(3):409-423[15].

- Bukh, Per Nikolaj, Christian Nielsen, Jan Mouritsen & Peter Gormsen. 2006. Disclosure of Information on Intellectual Capital indicators in Danish IPO Prospectuses. Accounting, Auditing & Accountability Journal 18(6):713-732[16].

- Bukh, Per Nikolaj. 2002. The relevance of intellectual capital disclosure: a paradox?. Accounting, Auditing & Accountability Journal 16(1):49-56[17].

- Mouritsen, Jan, Heine T. Larsen & Per Nikolaj Bukh. 2001. Intellectual Capital and the 'Capable Firm': Narrating, Visualising and Numbering for Managing Knowledge. Accounting, Organisations and Society 26(7):735-76[18].

## Referenceliste
1. 1 2  Per Nikolaj Bukh — Aalborg Universitets forskningsportal
2. 1 2 3  Curriculum Vitae
3. ↑  Per Nikolaj Bukh – Presse/medier — Aalborg Universitets forskningsportal
4. 1 2  Per Nikolaj Bukh – Publications — Aalborg University's Research Portal
5. 1 2  Per Nikolaj Bukh - Google Scholar
6. ↑  Publikationer
7. ↑  https://www-scopus-com.zorac.aub.aau.dk/authid/detail.uri?authorId=7801584744
8. ↑  Strategi og styring med effekt – Djøf Forlag
9. ↑  "Arkiveret kopi". Arkiveret fra originalen 21. februar 2021. Hentet 30. juli 2020.
10. ↑  "Arkiveret kopi". Arkiveret fra originalen 7. august 2020. Hentet 30. juli 2020.
11. ↑  Knowledge Management and intellectual capital
12. ↑  "Strategikort". Arkiveret fra originalen 21. februar 2021. Hentet 30. juli 2020.
13. ↑  https://www.researchgate.net/publication/341100472_Network_learning_and_trust_A_case_study_of_a_benchmarking_network
14. ↑  https://www.researchgate.net/publication/340823549_Empowering_middle_managers_in_social_services_using_management_control_systems
15. ↑  https://www.researchgate.net/publication/280193259_Beyond_Budgeting_and_change_A_case_study
16. ↑  https://www.researchgate.net/publication/241875913_Disclosure_of_Information_on_Intellectual_Capital_in_Danish_IPO_Prospectuses
17. ↑  https://www.researchgate.net/publication/235321093_Commentary_The_relevance_of_intellectual_capital_disclosure_a_paradox
18. ↑  https://www.researchgate.net/publication/222558481_Intellectual_Capital_and_the_'Capable_Firm'_Narrating_Visualising_and_Numbering_for_Managing_Knowledge